# نادیه حسناوی
نادیه حسناوی (انگلیسی: Nadia Hasnaoui؛ زادهٔ ۱۰ ژوئن ۱۹۶۳) روزنامه‌نگار، مجری تلویزیونی و رقاص سابق اهل نروژ است.

## زندگی‌نامه
حسناوی در مراکش از مادر نروژی و پدری مراکشی متولد شد. پدربزرگ مادری‌اش راگنار فریش، اقتصاددان و برنده جایزه نوبل بود. وقتی چهار ساله بود پدر و مادرش طلاق گرفتند و او به همراه مادرش به نروژ رفت. او در سن هجده سالگی به یک شهروند نروژی تبدیل شد و در سال 1991 با کیم هاگن ازدواج کرد. در دهه ۱۹۸۰ اوبه عنوان رقاص فعالیت داشت و از سال ۱۹۹۳ تا ۲۰۰۴ به عنوان مجری تلویزیونی ذر برنامه‌های مختلف حضور داشته است. او به زبان‌های انگلیسی، ایتالیایی، نروژی و فرانسوی مسلط است.